# Kumulus
Kumulus (lat. cumulus: gomila, hrpa; međunarodna kratica Cu) je oblak gomilaste strukture s ravnom podnicom (na visini od 0,8 do 2,4 kilometra), općenito gusti i oštrih rubova i s vrhom koji mjestimice podsjeća na cvjetaču. Između pojedinih kumulusa nalazi se prostor bez oblaka, koji nastaje zbog silaznih grana konvekcijskoga toplinskog strujanja (termika). Kumulusi su sastavljeni od vodenih kapljica, grudasti su, ponekad rastrgani, a većinom se pojavljuju u oštrim, grudastim oblicima pa se čine nabreknutima. Najčešće narastu vrlo visoko. Dijelovi oblaka koje obasjava Sunce su blještavi, bijeli, dok je osnova vodoravna i vrlo tamna, jer je u sjeni. Pripada u najljepše oblake.
Razvoj kumulusa ovisi o promjeni temperature s visinom, relativnoj vlažnosti zraka, tlaku, vjetru, podlozi iznad koje se oblikuje i drugom. U prvom koraku razvoja nastaju niski, plosnati kumulus (cumulus humilis) i slomljeni kumulus (cumulus fractus), koji se za lijepih ljetnih dana ne povećavaju. Srednje razvijeni kumulus (cumulus mediocris) nastaje iz niskoga kumulusa, a završni je korak razvoja kumulusa nagomilani kumulus (cumulus congestus) debljine od 5 do 7 kilometara koji katkad daje kišu u obliku pljuska. Ako su uzlazne struje dovoljno jake te ako je zrak koji se diže dovoljno vlažan, kumulusi mogu prerasti u kumulonimbuse.

## Vrste oblaka prema visini i obliku
Osnovna podjela oblaka temelji se na činjenici da je, usprkos velikoj raznolikosti oblaka, moguće izdvojiti ograničen broj svojstvenih oblika, koji se često mogu naći u gotovo svim dijelovima svijeta. Takva podjela svojstvenih oblika sadrži podjelu na rodove, vrste i podvrste, a kao dopunu daje i odlike koje detaljnije opisuju pojedina svojstva oblaka. Druga osnovna podjela odnosi se na visinu na kojoj se pojavljuju oblaci.
S obzirom na visinu nad tlom na kojoj se pojavljuju, razlikuju se niski, srednji i visoki oblaci te oblaci okomitog razvoja. U umjerenim zemljopisnim širinama niski oblaci nalaze se na visinama između tla i 2 km, srednji na visinama između 2 i 7 km, a visoki između 7 i 13 km. Oblaci okomitog razvoja pojavljaju se u pravilu na visinama između 800 m i 13 km (iznimno i do 16 km). Gornje su granice slojeva oblaka u tropima podignute za koji kilometar, a u polarnim su predjelima za nekoliko kilometara spuštene.
Prvu morfološku razredbu oblaka izradio je 1803. engleski amaterski meteorolog Luke Howard (1772. – 1864.) i ona se u proširenom obliku zadržala do danas. Osnovna je pretpostavka te podjele da je unatoč velikoj raznovrsnosti oblika oblaka moguće izdvojiti 10 vrsta karakterističnih oblika koji se nalaze u svim krajevima svijeta:
- visoki oblaci: cirus (Ci), cirostratus (Cs) i cirokumulus (Cc),
- srednje visoki oblaci: altostratus (As) i altokumulus (Ac),
- niski oblaci: stratokumulus (Sc), stratus (St) i nimbostratus (Ns),
- oblaci okomitog razvoja: kumulus (Cu) i kumulonimbus (Cb).

Vrste se dalje dijele na podvrste: castellanus (poput dvorca s tornjevima), fibratus (vlaknast), floccus (poput pramena vune), fractus (izlomljen), lentikularis (lećast), nebulosus (bezobličan), stratiformis (slojevit), uncinus (kukičast), spissatus (zgusnut) i tako dalje. Neki oblici dodatno karakteriziraju pojedine oblake, na primjer vrh u obliku nakovnja (inkus) ili vrećaste izbočine na podnici (mamatus).

## Slike
|                                            |                                        |                                                   |                                            |
| Cumulus congestus ili nagomilani kumulusi. | Cumulus humilis ili plosnati kumulusi. | Cumulus mediocris ili srednje razvijeni kumulusi. | Cumulus congestus ili nagomilani kumulusi. |